# Claudiu Eugen Ionescu
Claudiu Eugen Ionescu (n. 24 august 1959, Constanța, România) este un fost handbalist român, care a făcut parte din lotul echipei naționale de handbal a României, medaliată cu bronz olimpic la Moscova 1980.

## Distincții
- Ordinul „Meritul Sportiv” clasa a III-a (15 aprilie 1981) „pentru rezultatele deosebite obținute la Jocurile olimpice de vară de la Moscova — 1980, precum și pentru contribuția adusă la dezvoltarea activității sportive și la creșterea prestigiului sportului românesc pe plan internațional”[2]